# Huepalcalco
Huepalcalco är en ort i Mexiko.   Den ligger i kommunen Ocuituco och delstaten Morelos, i den sydöstra delen av landet, 70 km sydost om huvudstaden Mexico City. Huepalcalco ligger 2 286 meter över havet och antalet invånare är 1 094.
Terrängen runt Huepalcalco är bergig. Runt Huepalcalco är det ganska tätbefolkat, med 199 invånare per kvadratkilometer. Närmaste större samhälle är Tetela del Volcán, 2,8 km sydost om Huepalcalco. Omgivningarna runt Huepalcalco är en mosaik av jordbruksmark och naturlig växtlighet.